# Кнгваррейе, Эмили Кейм
Эмили Кейм Кнгваррейе (1914[…], Северная территория — 3 сентября 1996, Папуня) — австралийская художница, аборигенка из резервации Утопия в Северной территории. Она считается одним из самых известных и успешных художников в современной истории искусства коренных народов Австралии и одним из немногих австралийских аборигенных художников, получивших широкую известность за пределами родины.

## Биография
Происходила из группы Анматьера, первый раз увидела белого человека в 9-летнем возрасте. С детства работала пастухом. Первоначальные художественные навыки она получила в детские годы в рамках обучения традиционным женским церемониям и впоследствии вошла в состав племенных старейшин. В 1970-е годы она изучила европейскую технику батика в рамках организованной европейцами в Утопии культурной программы. Свои первые произведения создала в 1980 году, а известность получила в почти 80-летнем возрасте, в 1988—1989 годах, когда стала писать на холстах акриловыми красками. В 1992 году получила правительственную стипендию, а в 1993 году её картины уже демонстрировались на выставках в 50 странах мира, попав затем во многие музеи и частные коллекции, что принесло ей существенные доходы.
Картины Кнгваррейе выполнены в традиционной аборигенной стилистике, тематикой их являются мифы аборигенов и природа, а также тема ямса. В своём творчестве художница прошла через несколько стилей: так, с 1992 года она начала соединять точки на линиях с параллельными горизонтальными и вертикальными полосами, представляющими рек и местности, и использовать различные цвета.
В 2013 году в Челтенхеме открылся музей Эмили.